# Serolis antarctica
Serolis antarctica är en kräftdjursart som beskrevs av Frank Evers Beddard 1886. Serolis antarctica ingår i släktet Serolis och familjen Serolidae. Inga underarter finns listade i Catalogue of Life.